# Ханерау-Хадемаршен
Ханерау-Хадемаршен (њем. Hanerau-Hademarschen) општина је у њемачкој савезној држави Шлезвиг-Холштајн. Једно је од 165 општинских средишта округа Рендсбург. Према процјени из 2010. у општини је живјело 3.059 становника. Посједује регионалну шифру (AGS) 1058072.

## Географски и демографски подаци
Ханерау-Хадемаршен се налази у савезној држави Шлезвиг-Холштајн у округу Рендсбург. Општина се налази на надморској висини од 38 метара. Површина општине износи 14,6 km². У самом мјесту је, према процјени из 2010. године, живјело 3.059 становника. Просјечна густина становништва износи 209 становника/km².